# David Guzmán
David Alberto Guzmán Pérez (San José, 1990. február 18. –) costa rica-i válogatott labdarúgó, aki 2019 óta a Saprissa játékosa.

## Pályafutása

### Klubcsapatokban
A Saprissa csapatában nevelkedett és itt lett profi játékos is. 2016. december 22-én aláírt az amerikai Portland Timbers csapatához.

### A válogatottban
Részt vett a 2007-es U17-es labdarúgó-világbajnokságon és a 2009-es U20-as labdarúgó-világbajnokságon. 2010. június 1-jén mutatkozott be a felnőttek között Svájc ellen. Részt vett a válogatott tagjaként a 2011-es, a 2015-ös és a 2017-es CONCACAF-aranykupán, valamint a 2011-es Copa Américán. Bekerült a 2018-as labdarúgó-világbajnokságra utazó keretbe.

## Sikerei, díjai
- Saprissa
  - Costa Rica-i bajnok (Clausura): 2010, 2014, 2020, 2021
  - Costa Rica-i bajnok (Apertura): 2014, 2015, 2016